# FiFi Awards américains
Les FiFi Awards sont des récompenses américaines décernées chaque année depuis 1973 à New York et destinées à saluer l'excellence des productions mondiales de l'industrie du parfum. Néanmoins, elles mettent avant tout à l'honneur les parfums américains. Organisée par l'association américaine The Fragrance Foundation, la cérémonie se déroule en présence d'un millier de membres de la communauté internationale de la parfumerie, de la mode, du théâtre, du cinéma et de la télévision. Il existe depuis 1992 une antenne nationale : The Fragrance Foundation France, présidée par Philippe Ughetto.

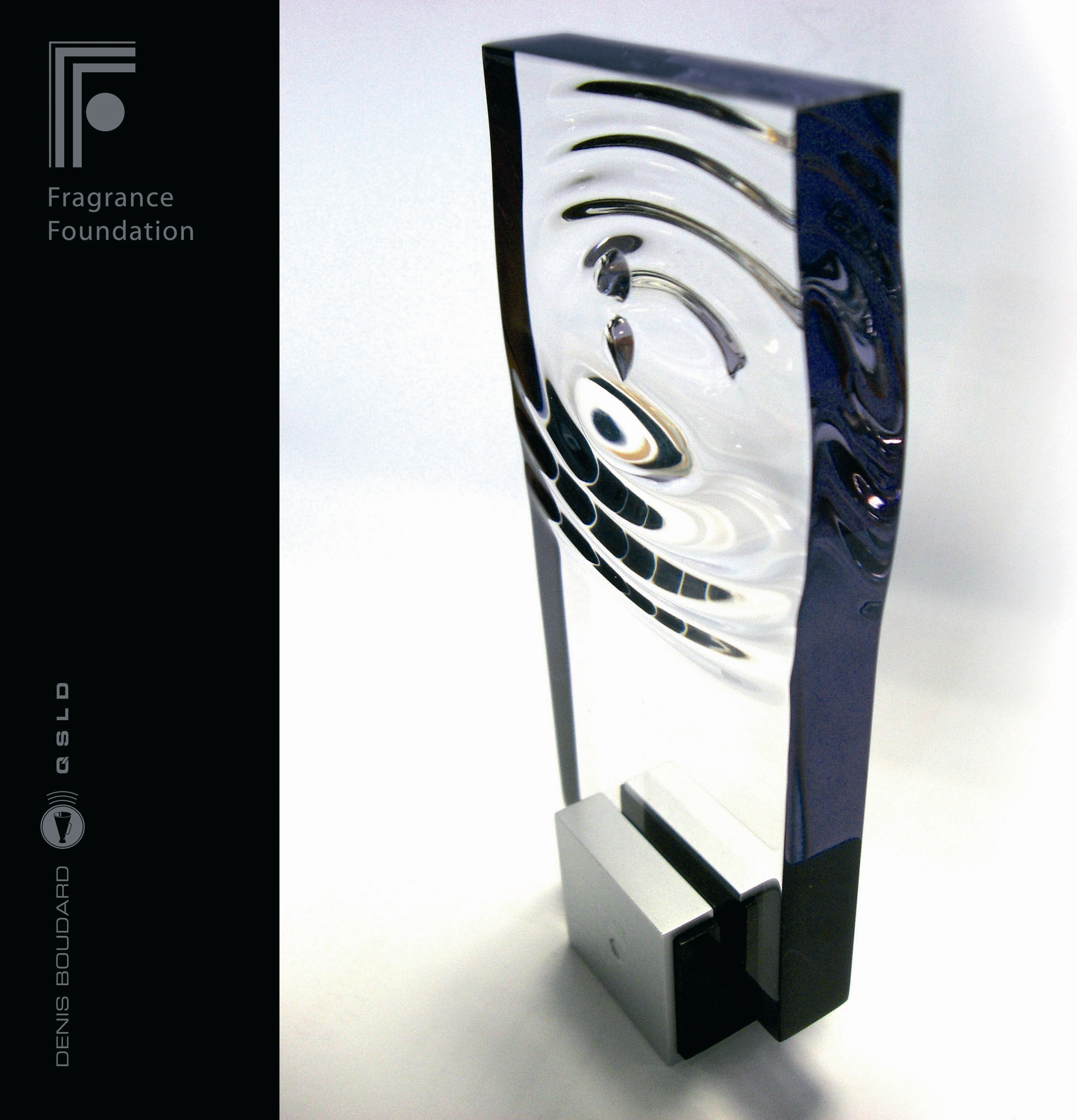
FiFi award

## Principales récompenses

### Parfums féminins

#### Catégorie Luxe
| Année | Parfum                    | Marque                            |
| ----- | ------------------------- | --------------------------------- |
| 2011  | Guilty                    | Gucci                             |
| 2010  | Lola                      | Marc Jacobs                       |
| 2009  | Harajuku Lovers Fragrance | Love, Lil’Angel, Music, Baby, “G” |
| 2008  | Daisy                     | Marc Jacobs                       |
| 2007  | Juicy Couture             | Juicy Couture                     |
| 2006  | Euphoria                  | Calvin Klein                      |
| 2005  | Prada Fragrance           | Prada                             |
| 2004  | Burberry Brit (Women's)   | Burberry                          |
| 2003  | Chance                    | Chanel                            |
| 1996  | So Pretty                 | Cartier                           |
| 1995  | Jean Paul Gaultier        | Jean Paul Gaultier                |
| 1994  | L'eau D'issey             | Issey Miyake                      |
| 1993  | Donna Karan New York      | Donna Karan                       |
| 1992  | Society                   | Burberry                          |
| 1991  | Escada                    | Escada                            |
| 1990  | Samsara                   | Guerlain                          |
| 1989  | Boucheron                 | Boucheron                         |
| 1988  | Fendi                     | Fendi                             |
| 1987  | Poison                    | Parfums Christian Dior            |
| 1986  | Obsession                 | Calvin Klein                      |
| 1985  | Paris                     | Yves Saint Laurent                |
| 1984  | Kl                        | Karl Lagerfeld                    |
| 1983  | Raffinée                  | Houbigant                         |
| 1982  | Anaïs Anaïs               | Cacharel                          |
| 1981  | Flora Danica              | Royal Copenhagen                  |
| 1980  | Galanos                   | Galanos                           |
| 1979  | Opium                     | Yves Saint Laurent                |
| 1978  | Oscar de la Renta         | Oscar de la Renta                 |
| 1977  | Blazer                    | Helena Rubinstein                 |
| 1976  | Halston                   | Halston                           |
| 1975  | Farouche                  | Nina Ricci                        |
| 1974  | Charlie                   | Revlon                            |
| 1973  | No 19                     | Chanel                            |

#### Catégorie Marque alternative
| Année | Parfum                  | Marque                 |
| ----- | ----------------------- | ---------------------- |
| 2011  | Six Scents Series Three |                        |
| 2010  | Astor Place             | Bond No 9              |
| 2009  | Chloé Eau de Parfum     | Chloé                  |
| 2008  | Infusion d'Iris         | Prada                  |
| 2007  | Kenzoamour              | Kenzo                  |
| 2006  | For Her - Eau de Parfum | Narciso Rodriguez      |
| 2005  | Burberry Brit Red       | Burberry               |
| 2004  | For Her                 | Narciso Rodriguez      |
| 2003  | Vera Wang               | Vera Wang              |
| 2002  | Little Black Dress      | Avon                   |
| 2001  | Sugar Cane              | Demeter                |
| 2000  | Snow                    | Demeter                |
| 1999  | Women of Earth          | Avon                   |
| 1998  | Tova Nights             | Tova Beverly Hills     |
| 1997  | Millennia               | Avon                   |
| 1996  | Acqua Di Gio            | Giorgio Armani         |
| 1995  | Casmir                  | Chopard                |
| 1994  | Gio                     | Giorgio Armani         |
| 1993  | Dune                    | Parfums Christian Dior |
| 1992  | Escape                  | Calvin Klein           |
| 1991  | Safari                  | Ralph Lauren           |
| 1990  | Red                     | Giorgio Beverly Hills  |
| 1989  | Eternity                | Calvin Klein           |
| 1988  | Passion                 | Elizabeth Taylor       |

#### Commercialisés en grande distribution
| Année | Parfum                                  | Marque              |
| ----- | --------------------------------------- | ------------------- |
| 2011  | Pure Orchid                             | Halle Berry         |
| 2010  | Halle                                   | Halle Berry         |
| 2009  | American Beauty Beloved                 | beauty Bank         |
| 2008  | Intimately Beckham Women                | David Beckham       |
| 2007  | American Beauty Wonderful Indulgence    | BeautyBank Inc.     |
| 2006  | Spirit for Women                        | Antonio Banderas    |
| 2005  | The Healing Garden in Bloom             | Coty                |
| 2004  | Céline Dion                             | Céline Dion         |
| 2003  | The Healing Garden Waters Sheer Passion | Coty                |
| 2002  | Flower by Kenzo                         | Kenzo               |
| 2001  | Michael                                 | Michael Kors        |
| 2000  | Baby Doll                               | Yves Saint Laurent  |
| 1999  | Lolita Lempicka                         | Lolita Lempicka     |
| 1998  | Contradiction                           | Calvin Klein        |
| 1997  | 24, Faubourg                            | Hermès              |
| 1996  | Pleasures                               | Estée Lauder        |
| 1995  | CK One                                  | Calvin Klein        |
| 1994  | Sunflowers                              | Elizabeth Arden     |
| 1993  | Volupte                                 | Oscar de la Renta   |
| 1992  | White Diamonds                          | Elizabeth Taylor    |
| 1991  | Realities                               | Liz Claiborne       |
| 1990  | California                              | Jaclyn Smith        |
| 1989  | !EX'CLA.MA'TION                         | Coty                |
| 1988  | Glorious                                | Gloria Vanderbilt   |
| 1987  | Lady Stetson                            | Coty                |
| 1986  | Maroc                                   | Revlon              |
| 1985  | Forever Krystle                         | Charles of the Ritz |
| 1984  | Le Jardin                               | Max Factor          |
| 1983  | Vanderbilt                              | Gloria Vanderbilt   |
| 1982  | Senchal                                 | Charles of the Ritz |
| 1981  | Sophia                                  | Coty                |
| 1980  | Chimere                                 | Prince Matchabelli  |
| 1979  | Enjoli                                  | Charles of the Ritz |
| 1978  | Woman                                   | Jovan               |
| 1977  | Babe                                    | Fabergé             |
| 1976  | Aviance                                 | Prince Matchabelli  |

### Parfums pour Hommes

#### Catégorie Luxe
| Année | Parfum                         | Marque                    |
| ----- | ------------------------------ | ------------------------- |
| 2011  | Bleu                           | Chanel                    |
| 2010  | Grey Vetiver                   | Tom Ford                  |
| 2009  | I am King                      | Sean John                 |
| 2008  | Light Blue Pour Homme          | Dolce & Gabbana           |
| 2007  | 1. Terre, 2. Unforgivable      | 1. Hermès, 2. Sean John   |
| 2006  | Armani Code                    | Giorgio Armani            |
| 2005  | Burberry Brit for Men          | Burberry                  |
| 2004  | Black                          | Kenneth Cole              |
| 2003  | Polo Ralph Lauren Blue         | Ralph Lauren              |
| 2002  | Michael for Men                | Michael Kors              |
| 2001  | Burberry Touch for Men         | Burberry                  |
| 2000  | Salvatore Ferragamo Pour Homme | Salvatore Ferragamo       |
| 1999  | Bvlgari Black                  | Bulgari                   |
| 1998  | A*men                          | Thierry Mugler            |
| 1997  | Bvlgari Pour Homme             | Bulgari                   |
| 1996  | L'eau D'issey Pour Homme       | Issey Miyake              |
| 1995  | DK Men                         | Donna Karan               |
| 1994  | Héritage                       | Guerlain                  |
| 1993  | Feeling Man                    | Jil Sander                |
| 1992  | Égoïste                        | Chanel                    |
| 1991  | Lagerfeld Photo                | Karl Lagerfeld            |
| 1990  | Tiffany for Men                | Tiffany                   |
| 1989  | Jazz                           | Yves Saint Laurent Beauté |
| 1988  | Bijan for Men                  | Bijan                     |
| 1987  | Obsession for Men              | Calvin Klein              |
| 1986  | Perry Ellis                    | Parfums Stern             |
| 1985  | Drakkar Noir                   | Guy Laroche               |
| 1984  | Halston 101                    | Halston                   |
| 1983  | J.H.L.                         | Aramis                    |
| 1982  | Kouros                         | Yves Saint Laurent Beauté |
| 1981  | Pour Lui                       | Oscar de la Renta         |
| 1980  | Lamborghini                    | Lamborghini               |
| 1979  | Polo                           | Warner/Lauren             |
| 1978  | Devin                          | Aramis                    |
| 1977  | Halston                        | Halston                   |
| 1976  | Grey Flannel                   | Geoffrey Beene            |
| 1975  | Paco Pour Homme                | Paco Rabanne              |
| 1974  | YSL for Men                    | Yves Saint Laurent Beauté |

#### Catégorie Marque alternative
| Année | Parfum                                                             | Marque                 |
| ----- | ------------------------------------------------------------------ | ---------------------- |
| 2011  | Six Scents Series Three                                            |                        |
| 2010  | Brooklyn                                                           | Bond No 9              |
| 2009  | Burberry the Beat for Men                                          | Burberry               |
| 2008  | Armani Privé Vetiver Babylone                                      | Giorgio Armani         |
| 2007  | Viktor & Rolf Antidote                                             | L'Oréal                |
| 2006  | Armani Privé (Ambre Soie/Bois D'encens/Eau De Jade/Pierre De Lune) | Giorgio Armani         |
| 2005  | Paul Smith London for Men                                          | Paul Smith             |
| 2004  | Purple Label                                                       | Ralph Lauren           |
| 2003  | Marc Jacobs Men                                                    | Marc Jacobs            |
| 2002  | Higher                                                             | Parfums Christian Dior |
| 2001  | Rush for Men                                                       | Gucci                  |
| 2000  | Ralph Lauren Romance Men                                           | Ralph Lauren           |
| 1999  | Allure Homme                                                       | Chanel                 |
| 1998  | Acqua Di Gio Pour Homme                                            | Giorgio Armani         |
| 1997  | Michael Jordan Cologne                                             | Michael Jordan         |
| 1996  | Tommy                                                              | Tommy Hilfiger         |
| 1995  | Égoïste Platinum                                                   | Chanel                 |
| 1994  | Escape for Men                                                     | Calvin Klein           |
| 1993  | Safari for Men                                                     | Ralph Lauren           |
| 1992  | Cool Water                                                         | Davidoff               |
| 1991  | Ricci-Club                                                         | Nina Ricci             |
| 1990  | Eternity for Men                                                   | Calvin Klein           |
| 1989  | Boss                                                               | Hugo Boss              |
| 1988  | Metropolis                                                         | Estée Lauder           |

#### Commercialisés en grande distribution
| Année | Parfum                         | Marque                             |
| ----- | ------------------------------ | ---------------------------------- |
| 2011  | Hervé Léger Homme              | Avon                               |
| 2010  | Seduction in Black             | Antonio Banderas                   |
| 2009  | McGraw                         | Tim McGraw                         |
| 2008  | Intimately Beckham Men         | David Beckham                      |
| 2007  | Antonio                        | Antonio Banderas                   |
| 2006  | Stetson Black                  | Coty                               |
| 2005  | Spirit                         | Antonio Banderas                   |
| 2004  | Adrenaline Man                 | Adidas                             |
| 2003  | My Ocean for Him               | Club Med                           |
| 2002  | Adidas Team                    | Adidas                             |
| 2001  | Aspen Discovery                | Coty                               |
| 2000  | Adidas Moves                   | Adidas                             |
| 1999  | Stetson Country                | Coty                               |
| 1998  | Avatar                         | Coty                               |
| 1997  | Raw Vanilla for Men            | Coty                               |
| 1996  | 1. Hugo, 2. Banana Republic M  | 1. Hugo Boss, 2. Banana Republic   |
| 1995  | 1. CK One, 2. Brut Actif Blue  | 1. Calvin Klein, 2. Fabergé        |
| 1994  | Stetson Sierra                 | Coty                               |
| 1993  | Gravity                        | Coty                               |
| 1992  | Polo Crest                     | Ralph Lauren                       |
| 1991  | 1. Navy, 2. California for Men | 1. Procter & Gamble, 2. Max Factor |
| 1990  | Aspen                          | Quintessence                       |
| 1989  | Hero                           | Prince Matchabelli                 |
| 1988  | Iron                           | Coty                               |
| 1987  | Musk                           | Pierre Cardin                      |
| 1986  | Carrington                     | Charles of the Ritz                |
| 1985  | Feraud Pour Homme              | Avon                               |
| 1984  | Gambler                        | Jovan                              |
| 1983  | Turbo                          | Fabergé                            |
| 1982  | Stetson                        | Coty                               |
| 1981  | Matchabelli                    | Prince Matchabelli                 |
| 1980  | Chaps                          | Warner Western                     |
| 1979  | Sport Scent for Men            | Jovan                              |
| 1978  | Man                            | Jovan                              |
| 1977  | Macho                          | Fabergé                            |
| 1976  | Chaz                           | Revlon                             |

#### Catégorie«Hall of Fame»[5]
| Année | Parfum                                                               | Marque                                     |
| ----- | -------------------------------------------------------------------- | ------------------------------------------ |
| 2011  | (1) pour femmes : L'Eau d'Issey, (2) pour hommes : Le Mâle           | (1) Issey Miyake, (2) : Jean Paul Gaultier |
| 2010  | CKone                                                                | Calvin Klein                               |
| 2009  | (1) Cool Water, (2) White Diamonds                                   | (1) Davidoff, (2) Elizabeth Taylor         |
| 2008  | Eau d'Hadrien                                                        | Annick Goutal                              |
| 2007  | Angel                                                                | Thierry Mugler                             |
| 2006  | Fracas                                                               | Robert Piguet                              |
| 2005  | Arpège                                                               | Lanvin                                     |
| 2004  | Polo Ralph Lauren                                                    | Ralph Lauren                               |
| 2003  | Eternity                                                             | Calvin Klein                               |
| 2002  | White Linen                                                          | Estée Lauder                               |
| 2001  | Beautiful                                                            | Estée Lauder                               |
| 2000  | Poison                                                               | Parfums Christian Dior                     |
| 1999  | First                                                                | Van Cleef & Arpels                         |
| 1998  | 1. Pour femmes : Obsession, 2. Pour hommes : Paco Rabanne Pour Homme | 1. Calvin Klein, 2. Paco Rabanne           |
| 1997  | 1. pour femmes : Giorgio, 2. Pour hommes : Canoe                     | 1. Giorgio Beverly Hills, 2. Dana          |
| 1996  | 1. Pour femmes : Coco, 2. Pour hommes : Drakkar Noir                 | 1. Chanel, 2. Guy Laroche                  |
| 1995  | Aramis                                                               | Aramis                                     |
| 1994  | Youth Dew                                                            | Estée Lauder                               |
| 1993  | Opium                                                                | Yves Saint Laurent                         |
| 1992  | Oscar de la Renta                                                    | Oscar de la Renta                          |
| 1991  | Old Spice                                                            | Procter & Gamble                           |
| 1990  | Joy                                                                  | Jean Patou                                 |
| 1989  | Shalimar                                                             | Guerlain                                   |
| 1988  | L'air Du Temps                                                       | Nina Ricci                                 |
| 1987  | No 5                                                                 | Chanel                                     |